# Gare de Vandières
La gare de Vandières est une gare ferroviaire française de la ligne de Frouard à Novéant, située sur le territoire de la commune de Vandières dans le département de Meurthe-et-Moselle en région Grand Est.
Ne pas confondre avec le projet « Vandières » de déplacement de la gare de Lorraine TGV. La halte de Vandières est mise en service en 1879 par la Compagnie des chemins de fer de l'Est, son ancien bâtiment voyageurs est détruit sans doute en 2009.
C'est une halte voyageurs de la Société nationale des chemins de fer français (SNCF) desservie par des trains TER Grand Est.

## Situation ferroviaire
Établie à 180 mètres d'altitude, la gare de Vandières est située au point kilométrique (PK) 368,117 de la ligne de Frouard à Novéant, entre les gares de Pont-à-Mousson et de Pagny-sur-Moselle.

## Histoire

### Création de la halte
Lors de la mise en service de la ligne de Nancy à Metz, par Frouard (ligne de Frouard à la frontière de Prusse), le 10 juillet 1850 par la Compagnie du chemin de fer de Paris à Strasbourg, il n'y a pas d'arrêt à Vandières entre les stations de Pont-à-Mousson et Pagny.
Ce n'est qu'en 1878 que le conseil général du département vote un vœu pour l'établissement d'une « halte à Vandières » entre les gares de Pont-à-Mousson et Pagny. La commission qui a étudié ce projet s'appuie sur les demandes faites par les communes de Vandières, Villers-sous-Prény, Vilcey-sur-Trey, Champey, Vittonville et Bouxières-sous-Froidmont, qui représentent une population de 2 500 habitants, et sur le fait que le cout d'installation serait réduit, car la Compagnie des chemins de fer de l'Est dispose déjà du terrain nécessaire et qu'il suffit de modifier une maison de garde de barrière, dépense que divers habitants des communes intéressées sont prêts à prendre à leur charge. Il est également signalé que la distance entre les stations actuellement existantes est suffisamment importante pour nécessiter la création de cette halte. Lors de sa session du mois d'août le conseil est informé que la compagnie a répondu qu'elle est disposée à établir la halte et qu'elle doit prochainement soumettre à la municipalité de Vandières un devis de la dépense d'installation. Le 16 décembre 1878 le directeur de la compagnie indique par courrier que la dépense d'installation de la halte s'élève à 7 500 francs et que ses services ont communiqué l'avant-projet et le devis au maire de Pont-à-Mousson, en lui indiquant que les « intéressés doivent prendre l'engagement formel de payer intégralement le montant de la dépense pour obtenir la création réclamée ».
Cette même année 1879, la compagnie entreprend les travaux d'installation de la halte et procède à son ouverture,.

### Halte SNCF TER Lorraine
En novembre 2008, elle possède toujours son ancien bâtiment de garde barrière transformé en halte. Situé à côté du passage à niveau il est de base rectangulaire avec un étage et une couverture à deux pans en débords. Un petit édifice avec l'indication « Vandières » est situé à proximité. En août 2010, les bâtiments n'existent plus, leur emplacement est utilisé pour le stationnement des véhicules. En juillet 2012, on constate que l'espace laissé libre a été récemment aménagé en parking.
En 2015, c'est une gare voyageurs d'intérêt local (catégorie C : moins de 100 000 voyageurs par an de 2010 à 2011), qui dispose de deux quais (V1 et V2) et deux abris.

## Fréquentation
De 2015 à 2024, selon les estimations de la SNCF, la fréquentation annuelle de la gare s'élève aux nombres indiqués dans le tableau ci-dessous.
| Année     | 2015  | 2016  | 2017  | 2018  | 2019  | 2020  | 2021  | 2022   | 2023  | 2024  |
| --------- | ----- | ----- | ----- | ----- | ----- | ----- | ----- | ------ | ----- | ----- |
| Voyageurs | 7 460 | 6 315 | 6 031 | 6 514 | 8 932 | 6 261 | 8 806 | 11 202 | 9 321 | 9 342 |

## Service des voyageurs

### Accueil
Halte SNCF, c'est un point d'arrêt non géré (PANG) à accès libre. Elle dispose de deux quais avec abris.
La traversée des voies et le passage d'un quai à l'autre se fait par le passage à niveau routier.

### Desserte
Vandières est desservie par les trains TER Grand Est qui effectuent des missions entre les gares : de Nancy-Ville et de Metz-Ville, ou de Luxembourg.

### Intermodalité
Un parking pour les véhicules y est aménagé.